# Listă de comune din raionul Rîșcani
Această listă conține comunele din raionul Rîșcani, Republica Moldova, cu satele din componența lor. Celulele gri indică localitățile consemnate ca „sat (comună)” în Legea privind organizarea administrativ-teritorială a Republicii Moldova.
| Comuna           | Satul de reședință | Sate componente  |
| ---------------- | ------------------ | ---------------- |
| Alexăndrești     | Alexăndrești       | Alexăndrești     |
| Alexăndrești     | Alexăndrești       | Cucuieții Noi    |
| Alexăndrești     | Alexăndrești       | Cucuieții Vechi  |
| Alexăndrești     | Alexăndrești       | Ivănești         |
| —                | —                  | Aluniș           |
| —                | —                  | Borosenii Noi    |
| Braniște         | Braniște           | Avrămeni         |
| Braniște         | Braniște           | Braniște         |
| Braniște         | Braniște           | Reteni           |
| Braniște         | Braniște           | Reteni-Vasileuți |
| —                | —                  | Corlăteni        |
| Duruitoarea Nouă | Duruitoarea Nouă   | Dumeni           |
| Duruitoarea Nouă | Duruitoarea Nouă   | Duruitoarea Nouă |
| Gălășeni         | Gălășeni           | Mălăiești        |
| Gălășeni         | Gălășeni           | Gălășeni         |
| Grinăuți         | Grinăuți           | Ciobanovca       |
| Grinăuți         | Grinăuți           | Grinăuți         |
| —                | —                  | Hiliuți          |
| —                | —                  | Horodiște        |
| Malinovscoe      | Malinovscoe        | Lupăria          |
| Malinovscoe      | Malinovscoe        | Malinovscoe      |
| —                | —                  | Mihăileni        |
| —                | —                  | Nihoreni         |
| —                | —                  | Petrușeni        |
| —                | —                  | Pîrjota          |
| —                | —                  | Pociumbăuți      |
| Pociumbeni       | Pociumbeni         | Druța            |
| Pociumbeni       | Pociumbeni         | Pociumbeni       |
| Răcăria          | Răcăria            | Răcăria          |
| Răcăria          | Răcăria            | Ușurei           |
| Recea            | Recea              | Recea            |
| Recea            | Recea              | Slobozia-Recea   |
| Recea            | Recea              | Sverdiac         |
| —                | —                  | Singureni        |
| —                | —                  | Sturzeni         |
| —                | —                  | Șaptebani        |
| Șumna            | Șumna              | Bulhac           |
| Șumna            | Șumna              | Cepăria          |
| Șumna            | Șumna              | Șumna            |
| Vasileuți        | Vasileuți          | Ciubara          |
| Vasileuți        | Vasileuți          | Mihăilenii Noi   |
| Vasileuți        | Vasileuți          | Moșeni           |
| Vasileuți        | Vasileuți          | Știubeieni       |
| Vasileuți        | Vasileuți          | Vasileuți        |
| —                | —                  | Văratic          |
| —                | —                  | Zăicani          |